# HC Sokol Vejprnice
HC Sokol Vejprnice (celým názvem: Hockey Club Sokol Vejprnice) je český klub ledního hokeje, který sídlí v obci Vejprnice v Plzeňském kraji. Založen byl v roce 2006. Od sezóny 2013/14 působí v Plzeňské krajské soutěži – sk. C, sedmé české nejvyšší soutěži ledního hokeje. Klubové barvy jsou modrá, červená a bílá.
Své domácí zápasy odehrává v Plzni na zimním stadionu Košutka s kapacitou 255 diváků.

## Přehled ligové účasti
Stručný přehled
Zdroj:
- 2010–2013: Plzeňská krajská soutěž – sk. B (6. ligová úroveň v České republice)
- 2013– : Plzeňská krajská soutěž – sk. C (7. ligová úroveň v České republice)

Jednotlivé ročníky
Zdroj:
Legenda: ZČ - základní část, červené podbarvení - sestup, zelené podbarvení - postup, fialové podbarvení - reorganizace, změna skupiny či soutěže
| Česko (2010 – ) |                                 |           |           |                                       |          |
| Sezóny          | Soutěž                          | Úroveň    | ZČ        | Play-off, nadstavba, sk. o udržení... | Poznámky |
| 2010/11         | Plzeňská krajská soutěž – sk. B | 6. úroveň | 6. místo  |                                       |          |
| 2011/12         | Plzeňská krajská soutěž – sk. B | 6. úroveň | 1. místo  | Finále                                |          |
| 2012/13         | Plzeňská krajská soutěž – sk. B | 6. úroveň | 10. místo | Skupina o udržení (2. místo)          | Sestup   |
| 2013/14         | Plzeňská krajská soutěž – sk. C | 7. úroveň | 6. místo  | Semifinále                            |          |
| 2014/15         | Plzeňská krajská soutěž – sk. C | 7. úroveň | 9. místo  |                                       |          |
| 2015/16         | Plzeňská krajská soutěž – sk. C | 7. úroveň | 9. místo  | Skupina o umístění (9. místo)         |          |
| 2016/17         | Plzeňská krajská soutěž – sk. C | 7. úroveň | 6. místo  |                                       |          |
| 2017/18         | Plzeňská krajská soutěž – sk. C | 7. úroveň | 3. místo  |                                       |          |
| 2018/19         | Plzeňská krajská soutěž – sk. C | 7. úroveň |           |                                       |          |